# Halowe mistrzostwa Polski kobiet w piłce nożnej 2006
Halowe mistrzostwa Polski kobiet w piłce nożnej 2006 – dwudziesta siódma edycja halowych mistrzostw Polski kobiet w piłce nożnej. Finały rozgrywek rozegrane zostały 9 grudnia 2006 roku w hali Rondo w Koninie. W dwóch turniejach eliminacyjnych, w których łącznie wzięło udział 11 zespołów wyłoniono czterech finalistów. Były to ekipy Gola Częstochowa, Medyka Konin, RTP Unii Racibórz i Sparty Lubliniec. Zwyciężyły zawodniczki z Częstochowy.

## Turniej finałowy
W finale cztery startujące drużyny zmierzyły się ze sobą w jednej grupie, rozgrywając spotkania w systemie każdy z każdym (po jednym meczu). Wszystkie spotkania rozegrano 9 grudnia 2006 roku. Zwyciężyły piłkarki Gola Częstochowa, wygrywając wszystkie trzy spotkania. Srebrne medale przypadły Medykowi Konin, trzecie miejsce zajęła ekipa z Raciborza, a czwarte Sparta Lubliniec.

### Tabela i wyniki
| Poz. | Klub              | M | Pkt. | Mecze | Mecze | Mecze | Bramki | Bramki |
| Poz. | Klub              | M | Pkt. | zwy.  | rem.  | por.  | zdob.  | stra.  |
| ---- | ----------------- | - | ---- | ----- | ----- | ----- | ------ | ------ |
| 1    | Gol Częstochowa   | 3 | 9    | 3     | 0     | 0     | 15     | 3      |
| 2    | Medyk Konin       | 3 | 6    | 2     | 0     | 1     | 9      | 7      |
| 3    | RTP Unia Racibórz | 3 | 3    | 1     | 0     | 2     | 5      | 8      |
| 4    | Sparta Lubliniec  | 3 | 0    | 0     | 0     | 3     | 3      | 14     |

|  |                   |       |                   |  |
|  | Gol Częstochowa   | 6 – 0 | Sparta Lubliniec  |  |
|  | Medyk Konin       | 2 – 1 | RTP Unia Racibórz |  |
|  |                   |       |                   |  |
|  | Gol Częstochowa   | 5 – 2 | RTP Unia Racibórz |  |
|  | Medyk Konin       | 6 – 2 | Sparta Lubliniec  |  |
|  |                   |       |                   |  |
|  | RTP Unia Racibórz | 2 – 1 | Sparta Lubliniec  |  |
|  | Medyk Konin       | 1 – 4 | Gol Częstochowa   |  |

### Nagrody i wyróżnienia
Wyróżnienie dla najlepszej zawodniczki turnieju przyznano Agacie Tarczyńskiej z Medyka Konin. Najskuteczniejszą piłkarką turnieju z dorobkiem pięciu bramek okazała się Marta Otrębska, reprezentująca zespół z Częstochowy. Nagroda dla najlepszej bramkarki przypadła zawodniczce z Raciborza, Darii Antończyk.